# Étienne Gaschignard
Pour les articles homonymes, voir Gaschignard.
Étienne Pierre Gaschignard est un historien français né le 4 février 1739 à Nantes et mort le 11 mars 1793 à Machecoul.

## Biographie
Étienne Gaschignard est le fils du marchand épicier et confiseur Pierre Gaschignard, bedeau de la faculté de médecine de l'Université de Nantes, et de Marie Petitfils.
Il suit ses études à Nantes et y acquiert le titre de maître ès arts à l'université de Nantes.
Candidat à une chaire du collège de Rennes en 1762, il y est jugé « digne de prétendre à la seconde », mais n'en obtient pas de place. Nommé professeur au collège de Machecoul l'année suivante, il en devient le régent et principal.
Collaborant au Mercure de France, il se consacre à des travaux historiques.
Officier municipal de Machecoul en 1790, il devient président du district de Machecoul en 1791 et de l'assemblée primaire électorale en 1792

## Œuvres
- Histoire de Monsieur de Vaubrun - 1772
- Histoire de Bretagne, par demandes et réponses, dédiée au duc d'Aiguillon - 1773